# Anemone tomentosa
Espèce
Classification phylogénétique
Anemone tomentosa est une espèce de plantes à fleurs de la famille des Ranunculaceae.
Selon Plants of the World Online, c'est un synonyme de Eriocapitella tomentosa.

## Variétés
La variété Robustissima (appelée l'Anémone du Japon) est une plante vivace très robuste, vigoureuse à la floraison très abondante. Le feuillage est vert palmé, aux nervures marquées et au revers blanc laineux, les fleurs, très nombreuses, sont de couleur rose pâle.